# Wundholz

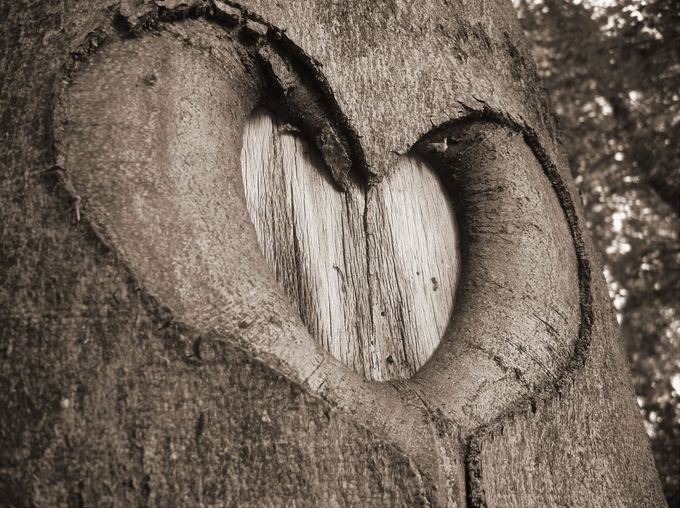
Überwachsung durch Wundholz

Wundholz entsteht bei größeren äußeren Verletzungen am Baum. Es überwallt Verletzungen, Aststummel oder durch Überbeanspruchung geschädigte Gewebezonen.
Nach einer Verletzung bilden sich aus dem überlebenden Kambium der Wundränder zunächst Kalluszellen. Aus diesem Gewebe differenziert sich durch Zellteilung das Wundholz heraus. Es geht keine Verbindung mit dem darunter liegenden, inzwischen abgestorbenen Holz der Wundfläche ein.
Das Wundholz unterscheidet sich zunächst stark vom Normalholz. Libriformfasern, die dem Holz zur Festigkeit dienen, treten zugunsten von parenchymatischen Zellen zurück. In der Nähe der Wundränder befindet sich noch eine kurzzellige Zone, aber mit zunehmender Entfernung zur Wunde wird das Holz immer langzelliger, bis schließlich aus dem primären Wundholz sekundäres entsteht, in dem die neu gebildeten Zellen die Normalform einnehmen.
Das Wundholz kann keine gravitropen Stammaufkrümmungen herbeiführen, da vermutlich bei der Differenzierung vom Kallus zum primären Wundholz die Lage im Schwerefeld erst neu definiert werden muss.

## Wundholzbildung bei Astung
Die Ausbildung des Wundholzes ist von Lage, Art und Form der Verletzung abhängig. Der Kalluskragen, der einen toten Aststumpf umschließt, darf nicht mit dem Stammkragen verwechselt werden. Er entsteht erst nach dem Tod des Astes. Wenn das Wundholz im Bereich der Astung gleichmäßig rundlich von den Wundrändern aus die Wunde schließt, war kein weiteres Kambium des Stammkragens verletzt. Je ovaler sich die Astwunde nach einer Astung schließt, je mehr Kambium des Stammkragens wurde verletzt.
Erhält ein Ast langfristig zu wenig Licht und ist daher der Saftstrom zu gering, stößt der Baum diesen Ast aktiv ab, indem er langsam einen Abschiedskragen ausbildet mit einer Sollbruchstelle, an der der Ast letztlich durch mechanische Einwirkung abbricht. Der Abschiedskragen geht sogleich zur Bildung von Wundholz über, was den zügigen Verschluss der Astwunde ermöglicht.

## Wundholzbildung bei sonstigen Verletzungen
Bei mechanischen Verletzungen auf der Stamm- oder Astoberfläche verhält sich die Ausbildung des Wundholzes anders als bei einer korrekten Astung. Die Bildung der Kalluszellen erfolgt an den Rändern des noch lebenden Kambiums. Das Kambium wird hauptsächlich von den Siebelementen der Rinde mit Energie versorgt. Sterben die Siebzellen, so stirb auch in der Regel das darunter liegende Kambium. Der überlebende Bast versorgt das Kambium so weit mit Energie, dass das Kambium gleichmäßig undifferenziertes Kallusgewebe von den Wundrändern aus bildet. Eine raschere Differenzierung bzw. ein stärkeres Wundholzwachstum ist meist von den vertikal zur Wachstumsrichtung verlaufenden Wundrändern zu beobachten. So versucht der Baum den Verlust seiner abgestorbenen Leitungsbahnen zu kompensieren. Auf diese Weise stellen sich Wunden auf der Baumoberfläche eher spitzelliptisch dar.